# Thomisus jocquei
Thomisus jocquei är en spindelart som beskrevs av Ansie S. Dippenaar-Schoeman 1988. Thomisus jocquei ingår i släktet Thomisus och familjen krabbspindlar.
Artens utbredningsområde är Malawi. Inga underarter finns listade i Catalogue of Life.